# 김수동
김수동(金壽童, 1457년 1월 14일 ~ 1512년 7월 7일)은 조선의 문신으로, 본관은 안동(安東), 자는 미수(眉叟)이다. 김질(金礩)의 조카이다.

## 생애
1474년(성종 17) 생원시에 합격하고 1477년(성종 20) 식년 문과에 병과(丙科)로 급제해 권지승문원부정자(權知承文院副正字)가 되었다.
이후 여러 관직을 거쳐 1495년(연산군 원년) 전한(典翰)에 제수되었으며, 성종(成宗)의 승하로 명에서 사신이 찾아오자 그 문례관(問禮官)을 맡았다.
이듬해 6월 직제학(直提學)을 거쳐 부제학(副提學)이 되어 당상관의 반열에 올랐다.
1497년(연산군 3) 동부승지(同副承旨), 1498년(연산군 4) 2월 좌승지(左承旨), 7월 전라도관찰사(全羅道觀察使), 10월 예조참판(禮曹參判)을 거쳤다.
1499년(연산군 5) 4월 성절사(聖節使)로서 명에 갔다가 돌아왔으며, 9월 경상도관찰사(慶尙道觀察使)로 나갔다가 이듬해 6월에 사직했다.
1501년(연산군 7) 이조참판(吏曹參判)을 거쳤다가 이듬해 6월 특지(特旨)로 경기관찰사(京畿觀察使)로 나갔으며, 11월 구휼에 대한 대책을 아뢰었다.
1503년(연산군 9) 3월 형조판서(刑曹判書)로 제수되었으며, 4월 홍문관제학(弘文館提學)과 지춘추관사(知春秋館事)를 겸했다.
동년 가을 이조판서(吏曹判書)로 옮기고 지의금부사(知義禁府事)와 도총부도총관(都摠府都摠管)을 추가로 겸했으며, 1505년(연산군 11) 좌찬성(左贊成)에 제수되고 그대로 이조판서를 계속 겸했다.
이듬해 7월 우의정(右議政)으로 승진했으며, 9월 중종반정에 가담해 정국공신(靖國功臣) 2등에 책록되고 좌의정(左議政)으로 승진했다. 또한 영가부원군(永嘉府院君)에 봉해졌다.
1509년(중종 4) 문과 전시(殿試)를 고시(考試)해 김정국(金正國) 등 18명을 급제시켰으며, 이듬해 영의정(領議政)으로 승진하고 영경연홍문관예문관춘추관관상감사(領經筵弘文館藝文館春秋館觀象監事)를 겸했다.
이후로도 두 차례 문과 전시를 고시해 이려(李膂) 등 33명과 강태수(姜台壽) 등 16명을 급제시켰으며, 1512년(중종 7) 향년 56세로 졸했다.
시호는 문경(文敬)이다.

## 가족 관계
- 증조 - 김승(金陞) : 동지중추부사(同知中樞府事), 증 좌찬성(左贊成), 김사형(金士衡, 1341년 ~ 1407년)의 아들
  - 조부 - 김종숙(金宗淑, ? ~ 1470년) : 동지중추부사, 증 영의정(領議政)
    - 아버지 - 김적(金磧, ? ~ 1491년)[1] : 첨지중추부사(僉知中樞府事), 증 영의정
    - 어머니 - 동부승지(同副承旨) 안질(安質, ? ~ 1447년)의 딸[1]
      - 동생 - 김수경(金壽卿, 1465년 ~ 1525년) : 이천도호부사(利川都護府使)
      - 부인 - 군기시판관(軍器寺判官) 이계희(李季禧)의 딸[1]
        - 서자 - 김혼(金渾)[1]

## 평가
그는 연산군에게 충성하여 많은 사림들의 비판을 받았지만, 연산군의 공포정치 슬하에서 재치 있는 용기로 많은 사람들의 목숨을 구하고, 화를 면하게 했다. 이 점에서 김수동은 굽은 소나무 충신으로 평가 받고 있다.